# Dahlen (Saxe)
Pour les articles homonymes, voir Dahlen.
Dahlen est une ville de Saxe (Allemagne), située dans l'arrondissement de Saxe-du-Nord, dans le district de Leipzig.
La ville, initialement slave (Dol'ane), est mentionnée pour la première fois en 1188. À partir de 1228, Dahlen appartient à l'évêque de Naumburg. Le blason de la ville est issu de ce diocèse.
Frédéric II de Prusse et Marie-Thérèse d'Autriche signent le 21 février 1763 au château de Dahlen le traité de paix de Hubertsbourg (du nom du pavillon de chasse où fut élaboré le traité) qui met fin à la troisième guerre de Silésie. Par ce traité, la Prusse garde la Silésie mais doit rendre la Saxe.

## Jumelages
La ville de Dahlen entretient des accords de partenariat avec:
| - Cessy (France) depuis mai 1998 | \| Dahlen Cessy \| |
| Dahlen Cessy                     |                    |